# Leningradská jaderná elektrárna II
Leningradská jaderná elektrárna II (rusky Ленинградская АЭС-2) je provozní jadernou elektrárnou v Rusku. Leží poblíž města Sosnovyj Bor v Leningradské oblasti, hned vedle staré stejnojmenné elektrárny. Staveniště elektrárny se nachází 35 km západně od Petrohradu. Účel elektrárny je nahradit dosluhující zmíněnou Leningradskou jadernou elektrárnu se čtyřmi kanálovými reaktory RBMK. Elektrárna bude disponovat čtyřmi tlakovodními reaktory VVER-1200/491 z projektu AES-2006.

## Historie a technické informace

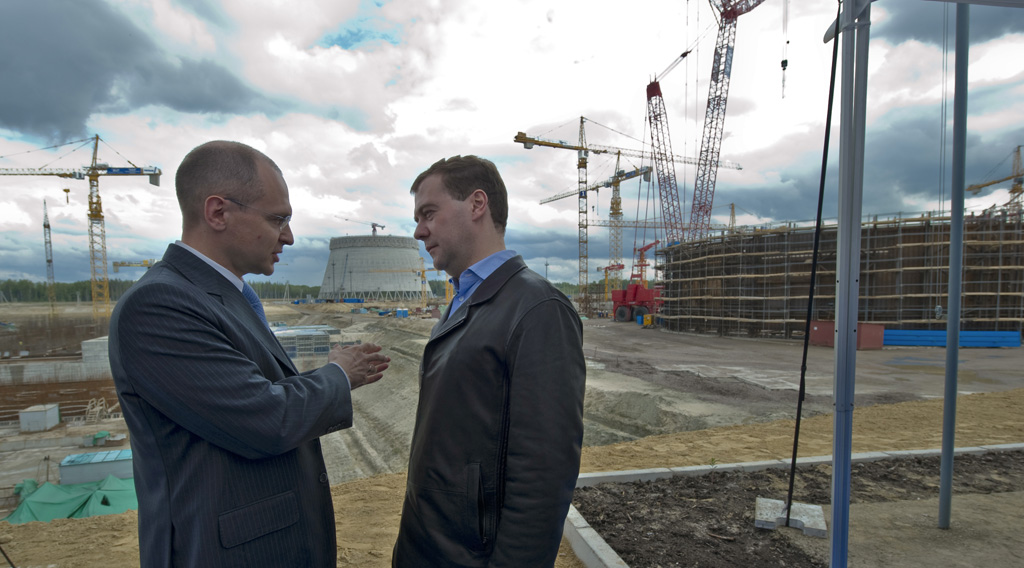
Tehdejší prezident Ruska, Dmitrij Medveděv, navštívil staveniště elektrárny v roce 2010.

V prosinci 2005 byly přijaty technické požadavky na projekt elektrárny s reaktory VVER o výkonu více než 1000 MW. Generální kontrakt byl podepsán v srpnu 2007 a ruský jaderný dozor Rostechnadzor vydal stavební povolení v červnu 2008. První beton do základů 1. bloku byl odlit v říjnu 2008 a 2. bloku potom v dubnu 2010. V červnu 2014 byla umístěna tlaková nádoba reaktoru do šachty prvního bloku a o 8 dní později byl vnitřní kontejnment uzavřen kupolí. Do té doby byla tlaková nádoba montována do už uzavřeného kontejnmentu, ale v rámci zrychlování výstavby byla použita nová metoda, kdy je reaktor spouštěn do šachty mezi nosníky polárního jeřábu nezakrytou kupolí.
Příprava 1. bloku ke spouštění začala v dubnu 2017 a v prosinci 2018 byl do aktivní zóny reaktoru energetického bloku č. 1 vložen první ze 163 palivových souborů. Tento blok byl uveden do komerčního provozu v srpnu 2018. Druhý blok v prosinci 2020 úspěšně prošel zkouškou bezpečnostních systémů.
Výstavby bloků VVER-1200 v Leningradské elektrárně se účastnily i české firmy. Část armatur dodaly společnosti Arako, Armatury Group, Modřany Power, Mostro a MPower Engineering, některé čerpací agregáty dodala Sigma Group, část kabelů dodávala Kabelovna Kabex a některé servopohony ZPA Pečky. Například Arako v letech 2015 až 2017 dodala pro tyto bloky přes 1 500 kusů jaderných armatur. Společnosti Arako a Sigma Group podepsaly v roce 2012 smlouvy na dodávky své produkce v celkové hodnotě 156 milionů korun.

### Dodávky tepla
Leningradská elektrárna kromě výroby elektřiny slouží také k dodávkám tepla a k výrobě lékařských radionuklidů a legování křemíku. V roce 2020 pokrývala 60 % domácí spotřeby legovaného křemíku.
K teplárenské distribuční soustavě byl 1. blok Leningradské JE-II připojen v listopadu 2019, čímž plně nahradil odstavený blok typu RBMK. Nejprve dodával teplo do průmyslové zóny elektrárenského města Sosnovyj Bor a později byl připojen i ke stanici vytápějící domácnosti ve městě. Nový blok má tepelný výkon 3200 MWt, a část odpovídající 250 Gcal/h tepla jde na vytápění Sosnového Boru.

### Rozšiřování elektrárny
Kvůli náhradě 3. a 4. bloku původní Leningradské elektrárny se mluví o výstavbě dalších dvou bloků typu VVER-1200. Bloky RBMK měly být podle plánů zastaveny v letech 2025 a 2026 (v roce 2024 byl třetí blok prodloužen do roku 2030). Smlouva na dodávku projektu VVER-1200 V491 se společností SPb AEP (dnes Atomprojekt, součást inženýringové divize Rosatomu) byla podepsána už v září 2008 a v roce 2009 proběhla v Sosnovém Boru veřejná slyšení. Koncem roku 2020 byly zhotoven projekt na provedení přípravných prací na staveništi, vznikne zde ubytování pro stavební a montážní dělníky a pomocné budovy nezbytné pro průběh samotné výstavby. V letech 2020-2022 budou probíhat veřejná slyšení a hodnocení dopadu na životní prostředí, která jsou nezbytná pro získání stavebního povolení. Stavební povolení pro osmý blok bylo uděleno v listopadu 2023 a jeho samotná výstavba byla zahájena dne 14. března 2024 nalitím prvního betonu do základů. V srpnu 2024 byla dokončena základová jáma pro osmý blok. Samotná výstavba nalitím prvního betonu by měla započít v roce 2025. Dne 21. července 2025 byla dokončena výroba spodní části kontejnmentu pro blok Leningrad II-3.

## Informace o reaktorech
| Reaktor        | Typ reaktoru  | Výkon   | Výkon   | Zahájení výstavby | Připojení k síti | Uvedení do provozu | Plánované odstavení |
| Reaktor        | Typ reaktoru  | Čistý   | Hrubý   | Zahájení výstavby | Připojení k síti | Uvedení do provozu | Plánované odstavení |
| -------------- | ------------- | ------- | ------- | ----------------- | ---------------- | ------------------ | ------------------- |
| Leningrad II-1 | VVER-1200/491 | 1101 MW | 1188 MW | 25. 10. 2008      | 9. 3. 2018       | 29. 10. 2018       |                     |
| Leningrad II-2 | VVER-1200/491 | 1101 MW | 1188 MW | 15. 4. 2010       | 22. 10. 2020     | 22. 3. 2021        |                     |
| Leningrad II-3 | VVER-1200/491 | 1150 MW | 1199 MW | 14. 3. 2024       |                  | 2030               |                     |
| Leningrad II-4 | VVER-1200/491 | 1150 MW | 1199 MW | květen 2025       |                  | 2032               |                     |